# Stenelmis venticarinata
Stenelmis venticarinata là một loài bọ cánh cứng trong họ Elmidae. Loài này được Zhang & Yang miêu tả khoa học năm 1995.